# Rastavica
Rastavicë en albanais et Rastavica en serbe latin (en serbe cyrillique : Раставица) est une localité du Kosovo située dans la commune/municipalité de Deçan/Dečani, district  de Pejë/Peć (Kosovo). Selon le recensement kosovar de 2011, elle compte 1 238 habitants.

## Démographie

### Évolution historique de la population dans la localité
| 1948 | 1953 | 1961 | 1971 | 1981 | 1991  | 2011  |
| ---- | ---- | ---- | ---- | ---- | ----- | ----- |
| 461  | 505  | 525  | 685  | 931  | 1 154 | 1 238 |

|  |

### Répartition de la population par nationalités (2011)
En 2011, les Albanais représentaient 99,03 % de la population.